# Dysdera lata
Dysdera lata là một loài nhện trong họ Dysderidae.
Loài này thuộc chi Dysdera. Dysdera lata được miêu tả năm 1834 bởi Reuss.